# Московский курьер (газета, 1861)
«Моско́вский курье́р» — ежедневная газета, выпускавшаяся в Москве в 1861 году.
В 1860 году выпускалась под названием «Обёрточный листок».
В 1861 году выходила ежедневно в качестве газеты новостей под редакцией М. Захарова.
В программной статье в 1-м номере редакция так формулировала цель издания: «…как можно быстрее сообщать все разнообразный известия, имеющие общественный интерес… Мы нисколько не претендуем на так называемое особенное направление, ни на особенный дух, ни на проведение каких-нибудь новых идей».
Прекратилась на 125 выпуске (15 июня 1861 года), по заявлению редакции — вследствие "недоступности некоторых отделов для газетного сообщения".